# 史達體育會

史達足球會舊標誌

史達體育會（挪威語：Idrettsklubben Start）是一支位於挪威克里斯蒂安桑足球球會,成立於1905年9月19日。他们于2012年升入挪威超级联赛。現任教練是Mons Ivar Mjelde。球隊的主場球衣是黃色衫，黑色褲和黃色襪；而作客的球衣則是藍色衫，白色褲和藍色襪。
斯达俱乐部的主场是Sør Arena，该球场在2007年成为球队的主场。在搬入Sør Arena之前，斯达把克里斯蒂安桑球场作为自己的主场。官方球迷俱乐部名字叫做"Tigerberget"。
他們的踢法被稱為'makrellfotball'（mackerel football，意思是鲭鱼足球），意思是指整只球队在比赛中像鲭鱼一般不断跑动。另外一个特点是球員的風格是所謂的'Start-vippen'（Start-tip，意思為史達輕觸），即是在任意球時，射出前會由另一個球員輕觸一下。

## 历史
史達在1978年和1980年是挪威足球联赛冠軍。他們在1974年、1976年、1977年和1978年參與歐洲优胜者杯，并在1979年和1981年參與歐洲聯賽冠軍杯。在2006/07年度，斯达获得了歐洲聯賽冠軍杯的參賽資格。自從1995年起，史達的运途多舛，但近期的投資让球隊的未來更加令人期待。在2004年，史達在挪威足球甲級聯賽中夺冠，升入挪威超级联赛。
在2005年，史達走勢強勁，在挪超以第二名完成，排在華拉倫加之後，这使他们加入了2006年的欧洲冠军联赛的角逐。
2006年，斯达在欧冠的第一轮资格赛中击败了来自法罗群岛的斯卡拉足球会。随后的第二轮资格赛中，经过两回合鏖战及互射点球后，他们又击败了来自爱尔兰的杜希达联足球俱乐部，从而获得了欧洲冠军联赛正赛的参赛资格，但是在第一轮正赛中，他们被荷兰的阿贾克斯淘汰。
球队在2007年遭遇困难，球队和管理都爆发出可问题，导致斯达在联赛中以第13名收官，球队也降入了挪威甲级联赛。2008年，俱乐部陷入财政困境，当地政府出手才让其免于破产。由于金融危机和挪威球队超支，斯达也不例外，财政问题一直困扰俱乐部数个赛季。在这几个赛季，俱乐部开始缩减开支——例如更换了球场的草皮，希望通过节约开支保证俱乐部持续运转。
2009赛季开始前，Knut Tørum被任命为球队的主教练。接下来的两个赛季中，斯达虽然排名在联赛的下半区，但仍然是一股不可忽视的力量，2009年他们在罗森博格的主场将其击败，延阻了他们的夺冠庆典。2011年6月22日，斯达12轮比赛只拿到了13分，Tørum在对阵斯托姆加斯特足球俱乐部的杯赛前几小时宣布辞职，但斯达仍然拿下了比赛。Mons Ivar Mjelde接过了教鞭，但仍然未能让斯达免于降级，2011年赛季结束时，斯达降入了甲级联赛。然而在2012赛季，斯达在甲级联赛中一直奏凯，终于取得了升级的资格。

## 著名球員
- Svein Mathisen（此球員保持了球會最多出場紀錄，共 663 次（327在甲級聯賽），和最多入球紀錄，共 106 球）
- Trond Pedersen
- Arve Seland
- Erik Mykland
- Tore André Dahlum
- Petter Belsvik
- Frode Olsen
- Andreas Lund
- Espen Johnsen
- Frank Strandli
- Tommy Svindal Larsen
- Pål Lydersen
- Claus Eftevaag

## 榮譽
- 挪威足球超級聯賽：
  - 冠軍（2）：1978、1980
  - 亞軍（1）：2005
- 挪威足球甲級聯賽：
  - 冠軍（2）：2004、2012
  - 季軍（1）：2008

## 外部連結
- 官方網站
- 球迷會網站